# De Naald (Heemstede)

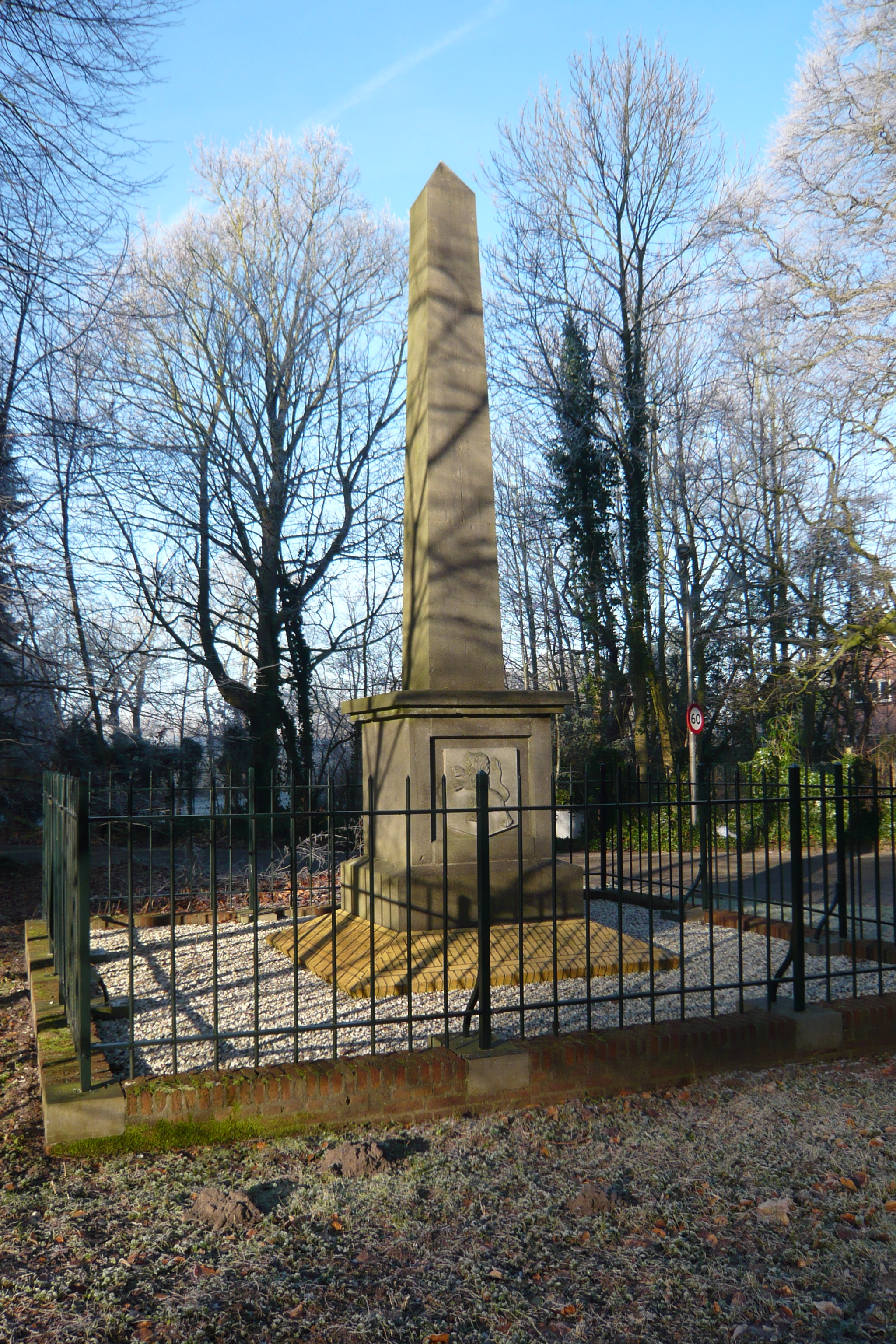
De Naald, Heemstede

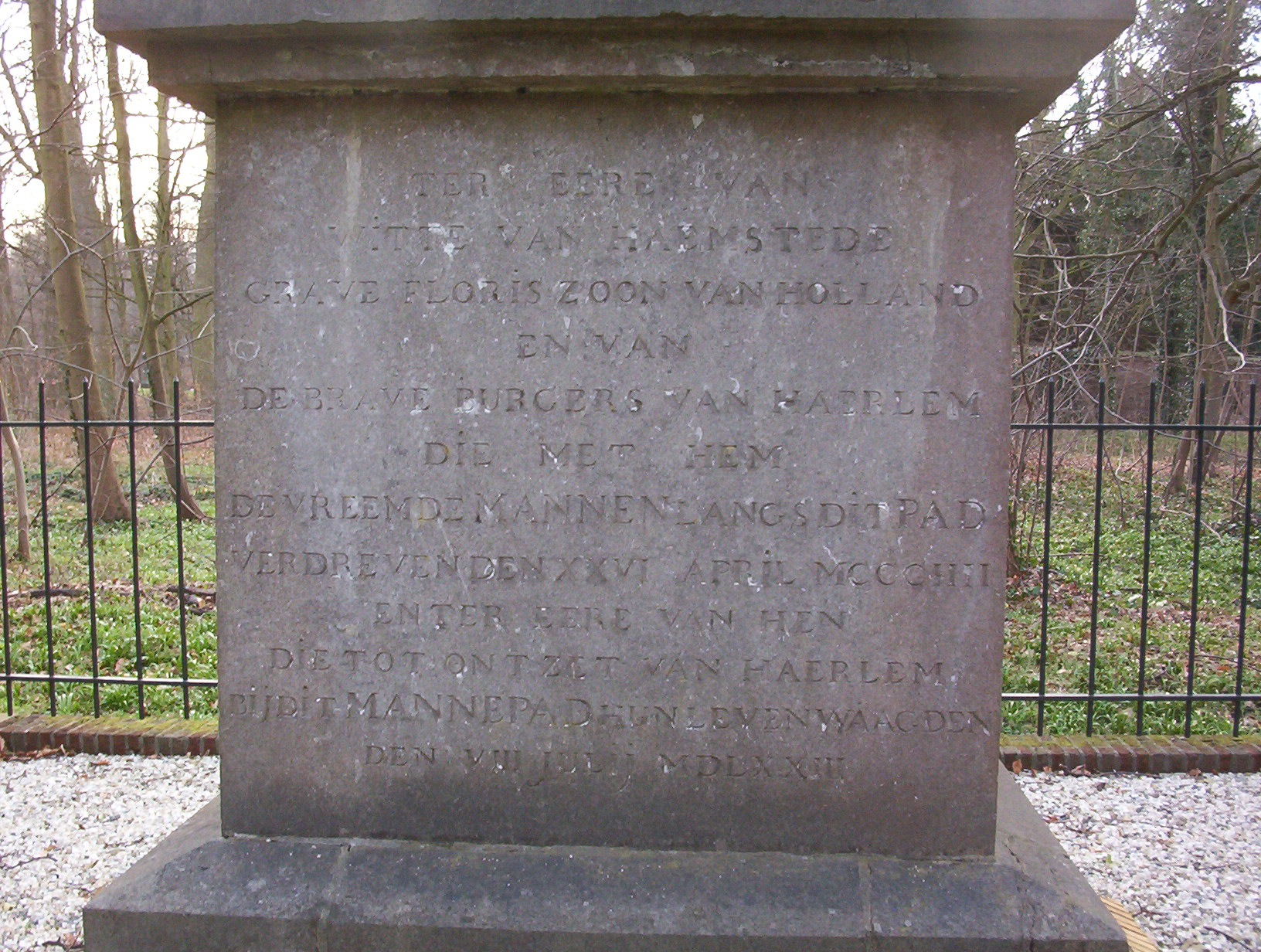
Tekst op monument 'De Naald', Heemstede

De Naald is een monument in Heemstede geplaatst in 1817 door David Jacob van Lennep, die ernaast woonde in Huis te Manpad. De Naald is bedoeld ter nagedachtenis van de Slag bij Manpad, die in 1304 zou hebben plaatsgevonden. 
De gedenknaald is geschonken aan de Staat en maakte tot 15 januari 2016 deel uit van de portefeuille van de Rijksgebouwendienst.
Dit monument is op 15 januari 2016 overgedragen aan de stichting Monumentenbezit.

## Tekst
Witte van Haemstede

Grave Floris zoon van Holland

en van

de brave burgers van Haerlem

die met hem

de vreemde MANNEN langs dit PAD

verdreven den XXVI April MCCCIIII

en ter eere van hen

die tot ontzet van Haerlem

bij dit MANNEPAD hun leven waagden

## Hollandsche duinzang
In 1827 publiceerde David Jacob van Lennep zijn Verhandeling over het belangrijke van Hollands grond voor gevoel en verbeelding. Deze verhandeling werd afgesloten met de Hollandsche duinzang waarin Van Lennep de slag aan het Manpad bejubelde.
Onderzoekingen door Frits Hugenholtz hebben echter aangetoond dat deze slag nooit heeft plaatsgevonden. Deze bewering werd overigens in 1972 door mr. J.W. Groesbeek ontkracht en ontkend.